# Energiecentrale Den Haag
De Uniper-centrale Den Haag is een 97 MW stoom- en gascentrale/warmte-krachtcentrale van Uniper (tot 2016 E.ON) gevestigd in Den Haag.
De centrale, gelegen aan het De Constant Rebecqueplein, is een gasgestookte centrale die elektriciteit levert via de naastgelegen hoogspanningsinstallatie van TenneT aan het landelijk hoogspanningsnet. Tevens levert de centrale warmte aan het Haagse stadsverwarmingsnet.

## Historie
In 1901 besloot de Haagse gemeenteraad tot de bouw van een nieuwe elektriciteitscentrale omdat de bestaande Centraal-Station voor Electrische Stroomlevering aan de toenmalige Hofsingel (thans Hofweg) niet verder mocht uitbreiden. De opdracht werd verleend aan de gemeentelijk architect Adam Schadee. De technische installatie werd ontworpen door Nicolaas Jan Singels, directeur van het Gemeentelijk Electriciteitsbedrijf (GEB) in samenwerking met de leverancier AEG. Langs het water van het verversingskanaal werd door de stadsarchitect een kantoorpand met fabriekshallen in de overgangsarchitectuur gebouwd met veel siermetselwerk, kantelen en torentjes.
Op 1 februari 1906 werd de Haagse Elektriciteitsfabriek in gebruik gesteld. Ze is daarmee de oudste, nog in gebruik zijnde, centrale in Nederland. De centrale ging van start door het leveren van elektriciteit aan de nieuwe elektrische tram van de Haagse Tram Maatschappij (HTM) en aan particulieren. 
De centrale leverde 3000 volt dat via 55 over de wijken verdeelde transformatorzuilen werd omgezet naar spanning voor huishoudens.
In de loop der tijd wordt de centrale voortdurend uitgebreid en gemoderniseerd, waarbij alleen de monumentale gevel en de oude kantoren bewaard zijn gebleven. De elektriciteitscentrale had genoeg capaciteit om tot begin jaren vijftig heel Den Haag en Voorburg van stroom te voorzien. In 1955 werd overgeschakeld naar 10.000 volt. Dat betekende het einde van de transformatorzuilen die onvoldoende ruimte boden om de grotere transformatoren te kunnen bergen. In plaats daarvan werden transformatorhuisjes gebouwd. 
In 1999 werd de Haagse Centrale verkocht aan het Duitse Energieconcern E.ON. De monumentale voorgevel van het hoofdgebouw is ruim 100 jaar oud. In 2007 heeft de centrale een ombouw (retrofit) ondergaan. Hierbij zijn onder meer de twee verouderde Rolls-Royce-turbines vervangen door twee nieuwe gasturbines van General Electric. Kenmerkend voor deze centrale zijn de levering van stadsverwarming en de lage emissies.
Volgens het Kwaliteits- en Capaciteitsdocument 2017 van Tennet zou deze centrale naar verwachting vanaf 2024 uit productie worden genomen.

## Elektriciteitsfabriek
In 2013 heeft de toenmalige eigenaar E.ON een gedeelte van de energiecentrale, namelijk de voormalige turbinehal die meer dan dertig jaar leegstond, beschikbaar gesteld ten behoeve van culturele producties. Ook zijn opnames van de film Zwartboek door Paul Verhoeven hier gemaakt.
Na de ombouw van de centrale is er een jaarlijkse prijs uitgereikt. Deze prijs, de 'Marmaduke Award for Excellence in O&M' (Operations & Maintenance), is een prijs binnen de internationale elektriciteitswereld voor een uitmuntend uitgevoerd vernieuwingsproject in een bestaande energiecentrale.

## Fotogalerij

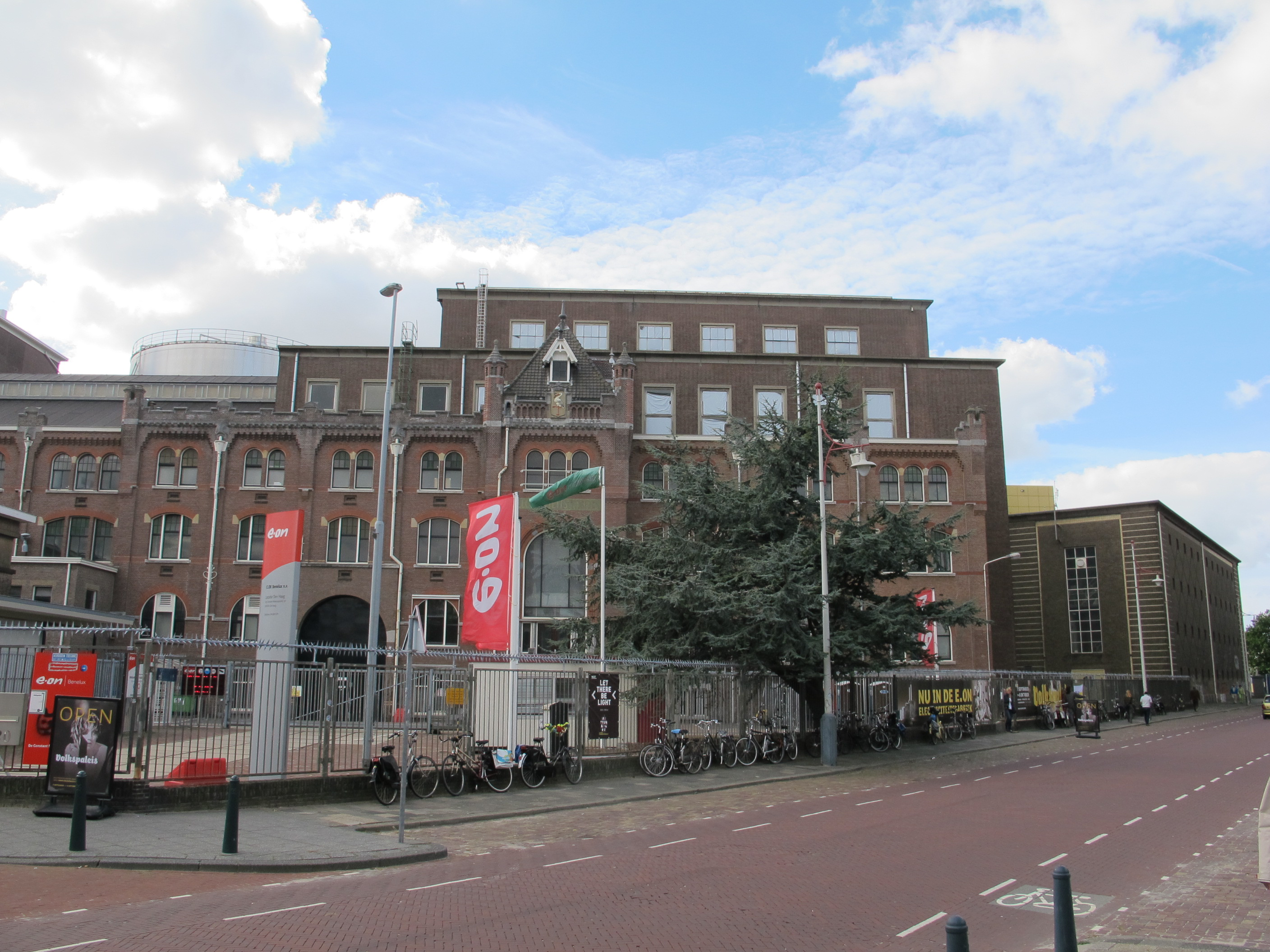
Voormalig hoofdgebouw centrale in Overgangsarchitectuur, Wederopbouw stijl
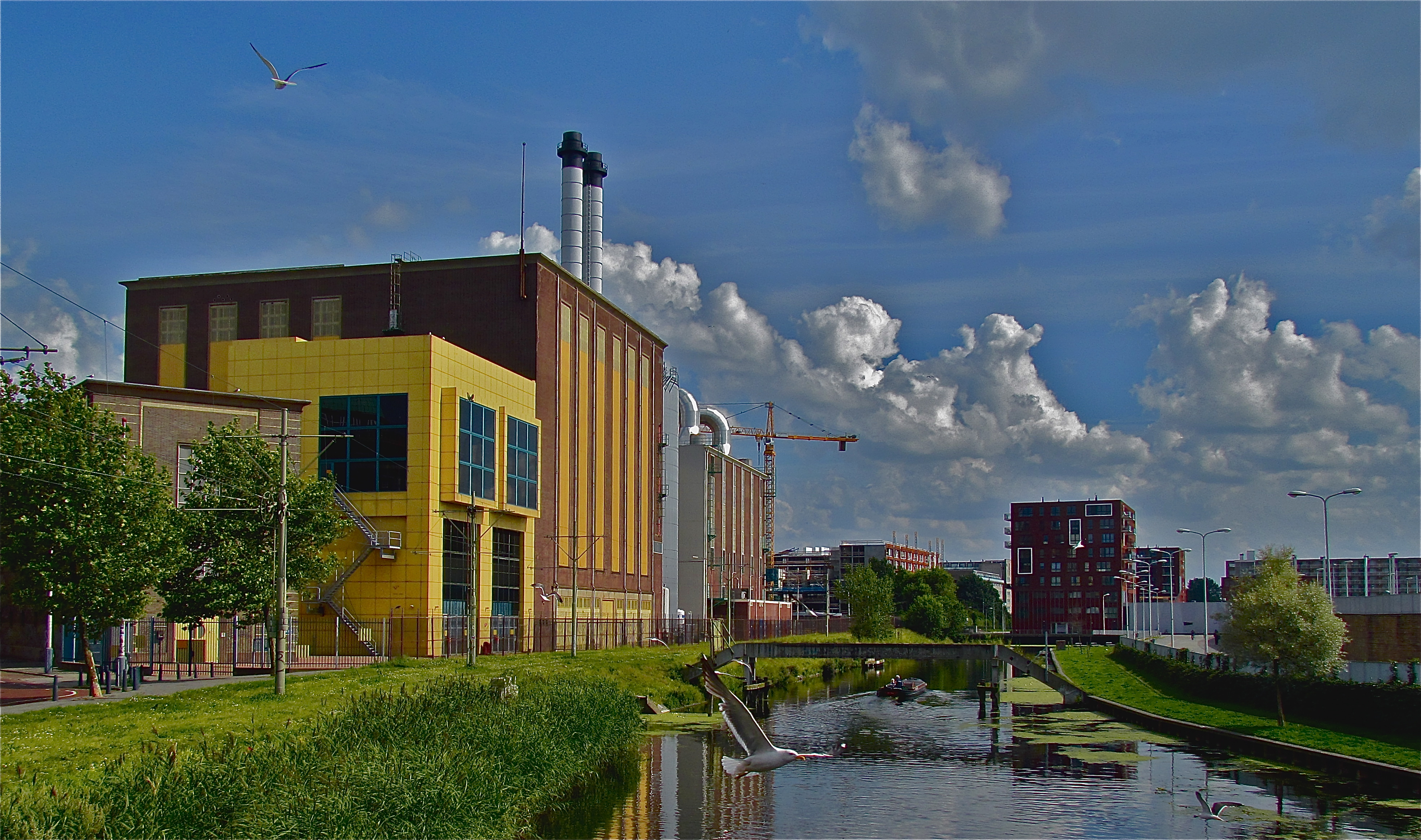
De centrale in 2012